# Makkai János (képzőművész)
Makkai János (Dés, 1944. június 12. – Kolozsvár, 2021.  december 15.) erdélyi magyar bányamérnök, vállalkozó, festőművész.

## Életpályája
Makkai János művészi tehetsége korán megmutatkozott, már első rézdomborításai, grafikái felkeltették az érdeklődést iránta. Első próbálkozásra nem sikerült a felvételi vizsgája a kolozsvári Ion Andreescu Képzőművészeti Intézetbe. Ezért Petrozsényban beiratkozott a bányamérnöki szakra, amelyet jeles diákként végzett el 1967-ben.
Utána 1970-ig Erzsébetbányán, Teleken, Banyicán termelésvezető mérnök volt, 1970-től a petrozsényi, 1974-től pedig a kolozsvári bányakutató-intézetben tervező-, majd kutatómérnök. 1987-től első fokozatú főkutató.
1992-től magán tervezőcég igazgatója volt, majd 1993-tól vállalkozó. 1996-tól iparművészettel foglalkozott.
A művészetnek sohasem fordított hátat. Kolozsváron megismerkedett Györkös Mányi Alberttel, akivel szoros barátságot ápolt. Az is összekötötte őket, hogy mindketten amatőr művésznek számítottak.
Négy fia közül kettő művészi pályára lépett.

## Munkássága
Kutatási területe az aknamélyités technológiája. Kilenc, aknamélyitéssel kapcsolatos találmány társszerzője. Szakfolyóiratokban több tucat műszaki tanulmánya, tudományos cikke jelent meg.
Képzőművészként több kiállítása volt. Festőként, grafikusként, szobrászként, üvegmozaik-készítőként alkotott.  Képei, rajzai és kövei számos romániai és magyarországi gyűjteményben megtalálhatók. Munkáin jól látszik, hogy inkább a szobrászathoz vonzódott, de a színek miatt korán rátért a festészetre. Ugyanakkor tehetséges rajzoló is volt. Mindig nyitott volt új technikák felé. Festett kövekre, csempére, üvegre. Elsajátította az üvegmozaik és az üvegfestés technikáját is. Kíváncsisága és mérnöki tudása folytán járt Franciaországban és Mongóliában is. Ezek az utak nagy hatással volt művészetére is.

### Könyvei
- Geológiai kislexikon (társszerző, Kriterion Kiadó, Bukarest, 1983)

### Kiállitásai (válogatás)
- Kolozsvár (1987, 1996, 2006, emlékkiállítás 2024)
- Tordszentlászló (1987)
- Budapest (1992)
- Szék (1992)
- Zilah (1997)
- Szamosújvár (1998)

## Társadalmi tevékenységei
A kolozsvári RMDSZ körzeti elnöke (1992-ig), a Romániai Magyar Kereszténydemokrata Párt (RMKDP) tagja (1994-től), egyházközségi gondnok, kerületi igazgatótanácsi tag volt.
Nemcsak mérnökként és művészként teljesített, hanem emberként is meghatározó személyisége volt Kolozsvár értelmiségi körének. Bekapcsolódott lelkipásztor fiának, Péternek a munkájába is: értelmi fogyatékkal élő művészi tehetségek ápolását vállalta, akik számára alkotótáborokat szervezett. Fontos tevékenysége volt a kiállításszervezés is. Közrejátszott a Makkai Piroska és a Zsil-völgyi művészek kiállításának az összeállításában is. Lelkes önkéntese volt a kolozsvári Györkös Mányi Albert Emlékháznak.